# Guillermo Cuadra Fernández
Guillermo Cuadra Fernández (Madrid, Comunidad de Madrid, España, 25 de abril de 1984) es un árbitro de fútbol español de la Primera División de España. Pertenece al Comité de Árbitros de las Islas Baleares.

## Trayectoria
Tras tres temporadas en Segunda División, donde dirigió 58 partidos, consigue el ascenso a la Primera División de España junto al colegiado cántabro Adrián Cordero Vega y al colegiado navarro Eduardo Prieto Iglesias.
Debutó el 17 de agosto de 2018 en Primera División en un Girona Fútbol Club contra el Real Valladolid Club de Fútbol (0-0).

## Internacional
En julio de 2019 se anunció que Cuadra Fernández conseguiría la internacionalidad a partir del año 2020. Desde el día 1 de enero de 2020 es árbitro internacional.

## Temporadas
| Categoría            | País   | Año       | Partidos |
| -------------------- | ------ | --------- | -------- |
| Segunda División "B" | España | 2013-2015 | 27       |
| Segunda División     | España | 2015-2018 | 58       |
| Primera División     | España | 2018-     | 19       |